# Charles Babbage
Charles Babbage (Londra, 26 dicembre 1791 – Londra, 18 ottobre 1871) è stato un matematico e filosofo britannico, scienziato proto informatico che per primo ebbe l'idea di un calcolatore programmabile.
Nel mondo dell'informatica è conosciuto grazie alle sue macchine: della prima, la macchina differenziale fu realizzato un prototipo imperfetto mentre la seconda, la macchina analitica, fu solo progettata.

## Biografia
Nato a Londra, primo dei quattro figli di Benjamin Babbage e Betsy Plumleigh Teape, fu studente al Trinity College e al Peterhouse dell'Università di Cambridge. 
Laureatosi a Cambridge nel 1814, nello stesso anno sposò Georgiana Whitmore. Ebbero otto figli, di cui solo tre sopravvissero fino a raggiungere l'età adulta. La signora Babbage morì nel 1827.

### Progettazione dei calcolatori
Trovandosi di fronte all'alto numero di errori di calcolo delle tavole matematiche, Babbage pensò di trovare un metodo grazie al quale queste potessero essere calcolate da una macchina, non soggetta agli errori, alla stanchezza e alla noia in cui potevano incorrere i calcolatori umani. Questa idea gli venne già nel 1812. Sembra che Babbage sia stato influenzato da tre fattori: avversione per il disordine, familiarità con le tavole logaritmiche e il lavoro sulle macchine per il calcolo portato avanti da Blaise Pascal e Gottfried Leibniz. Nel 1823, in una lettera a Sir Humphrey Davy sull'applicazione di macchine al calcolo e alla stampa di tavole matematiche, Babbage discusse i principi di un motore di calcolo.

#### Macchina differenziale

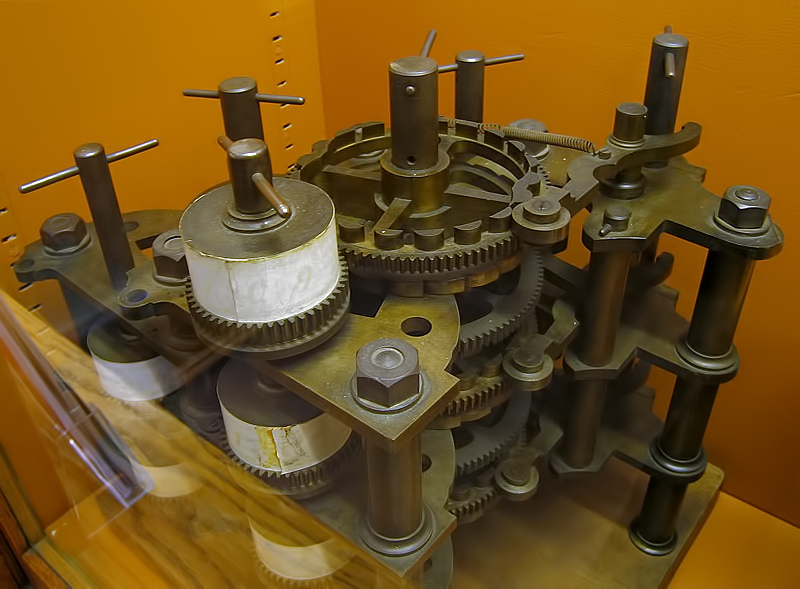
Parte della macchina differenziale di Babbage, assemblata dopo la sua morte dal figlio, utilizzando parti trovate nel suo laboratorio

Babbage presentò il modello di quella che lui chiamò una macchina differenziale (Difference Engine) alla Royal Astronomical Society il 14 giugno 1823 in un lavoro intitolato Note on the application of machinery to the computation of astronomical and mathematical tables. Il suo scopo era quello di creare tabelle di polinomi utilizzando un metodo numerico chiamato il "metodo delle differenze". La sua idea fu approvata e ciò gli permise di ricevere un fondo di 1500 sterline dal governo britannico nel 1823. La Royal Astronomical Society lo premiò con la medaglia d'oro nel 1824.
La costruzione di questa macchina iniziò ma non fu portata a termine. Due cose andarono male, la prima fu che a causa dell'attrito interno e degli ingranaggi disponibili a quel tempo, non sufficientemente buoni per realizzare i modelli, le vibrazioni rimasero un problema costante. L'altra fu il continuo cambio d'idea riguardo al progetto della macchina. Un'ulteriore possibile questione furono le discussioni con i meccanici assunti per il lavoro. Fino al 1833 furono spese 17.000 sterline senza alcun risultato soddisfacente. Il taglio dei finanziamenti da parte del governo inglese lo indusse a scrivere le celebri Reflections on the Decline of Science in England, and some of its Causes.

#### Macchina analitica
Tra il 1833 e il 1842 Babbage provò di nuovo: questa volta, cercò di costruire una macchina che fosse programmabile per eseguire ogni genere di calcolo, non solo quelli relativi alle equazioni polinomiali. Questa era la macchina analitica. Il progetto era basato sul telaio di Joseph Marie Jacquard, che usava schede perforate per determinare come dovesse essere la trama del tessuto. Babbage adattò questo progetto in modo che generasse operazioni matematiche.
La Macchina Analitica aveva dispositivi di ingresso basati sulle schede perforate, come nel progetto di Jacquard, un processore aritmetico che calcolava numeri, una unità di controllo che determinava che fosse eseguito il compito corretto, un meccanismo di uscita e una memoria dove i numeri potevano essere mantenuti in attesa del loro turno di elaborazione. Questo dispositivo fu il primo computer al mondo. Un suo progetto concreto venne alla luce nel 1837; tuttavia, in parte a causa di difficoltà simili a quelle incontrate con la Macchina Differenziale, in parte a causa dei
conflitti con i meccanici che stavano costruendo i componenti (e che li tennero come merce di scambio in quella che sembra essere stata una disputa sindacale in corso),  la Macchina non fu mai costruita. Nel 1842, a seguito di ripetuti tentativi a vuoto di ottenere sovvenzioni da parte del Ministero del Tesoro, Babbage si rivolse a Sir Robert Peel per richiedergli sovvenzioni. Peel rifiutò e offrì invece a Babbage un cavalierato. Babbage a sua volta rifiutò l'offerta. La questione a questo punto ebbe termine.
Babbage in effetti ricevette un sostegno non trascurabile da un'altra fonte. Lady Ada Lovelace venne a conoscenza degli sforzi di Babbage e vi si interessò molto. Promosse attivamente la macchina analitica e scrisse diversi programmi in quello che oggi chiameremmo il Linguaggio assembly della macchina analitica, che tuttavia non furono mai eseguiti effettivamente e tradusse dal francese, integrandoli, gli appunti di Menabrea sulla programmazione della macchina analitica. Ada Lovelace è quindi considerata la fondatrice della scienza della programmazione, almeno nei suoi aspetti teorici.

##### Sviluppi successivi
Nel 1855 due svedesi, padre e figlio, Georg e Edvard Scheutz, costruirono con successo una macchina differenziale, basata su un progetto di Babbage del 1834. Babbage fu tra quelli che la visionarono e ne diede un giudizio positivo. Nel 1859 il Governo britannico comprò una di queste macchine per usarla nel Registrar General's Office. L'acquisto non ebbe alcun effetto sui dinieghi di fondi per costruire la macchina analitica.
In parte a causa degli sforzi di Babbage nella costruzione di ingranaggi per queste macchine, il Regno Unito ebbe macchinari di livello superiore per alcuni decenni successivi, e questo contribuì alla superiorità della Marina britannica durante la prima guerra mondiale.

### Promozione del calcolo analitico
Babbage è ricordato anche per altre iniziative: la promozione del calcolo analitico è forse la più rilevante tra queste. Nel 1812 Babbage contribuì a fondare la Analytical Society. Lo scopo di questa società, guidata dallo studente George Woodhouse, era di promuovere il calcolo leibniziano, o analitico, anziché il calcolo infinitesimale fondato sul metodo delle flussioni di Newton, allora in uso in tutto il Regno Britannico. Il calcolo di Isaac Newton era complicato ed era in uso più per ragioni politiche che pratiche. La Analytical Society includeva tra i suoi membri Sir John Herschel e George Peacock ed ebbe fra i suoi primi scopi quello di tradurre il manuale di analisi di Sylvestre François Lacroix.
Negli anni 1815-1817 Babbage scrisse tre articoli sul "Calcolo delle funzioni" per Philosophical Transactions e nel 1816 fu nominato membro della Royal Society. Oltre alla fondazione della Analytical Society, Babbage si adoperò attivamente per la costituzione della Royal Astronomical Society (fondata nel 1820) e della Statistical Society (fondata nel 1834).

### Altri risultati
Nel 1824 Babbage vinse la Medaglia d'Oro della Royal Astronomical Society "per la sua invenzione di una macchina per calcolare tavole matematiche e astronomiche".
Dal 1828 al 1839 Babbage ricoprì il ruolo di professore di matematica all'Università di Cambridge, la prestigiosa cattedra che era stata in passato di Isaac Newton e che poi sarà di Stephen Hawking. Scrisse numerosi articoli per diverse riviste scientifiche. Durante i suoi ultimi anni risiedette a Londra, dedicandosi alla costruzione di macchine capaci di eseguire calcoli aritmetici e anche algebrici.
Allargati i suoi contatti internazionali, Babbage si recò anche in Italia dove si occupò, tra l'altro, di geologia e di archeologia. Nel 1828 visitò il "tempio di Serapide" di Pozzuoli, e osservando i segni del bradisismo su di esso, lo portò a considerare l'esistenza di forze in grado di alterare la posizione di terra e mare, operanti anche in altri ambiti e su scala globale, deduzione che praticamente nello stesso periodo fece anche Charles Lyell, il quale visitò lo stesso luogo nello stesso anno. Babbage illustrò queste sue idee il 12 marzo 1834 in una relazione alla Geological Society di Londra, ma vennero pubblicate per sua scelta solo nel 1847 nel bollettino periodico dell'associazione, per cui la paternità di queste considerazioni rimane attribuita a Lyell, che le illustrò nel 1830 nel suo capolavoro Principles of Geology.
Charles Babbage raggiunse anche importanti risultati nella crittografia. Egli realizzò un metodo per la decrittazione delle cifrature effettuate con il cifrario di Vigenère, sistema "polialfabetico" allora chiamato "la cifratura indecifrabile" (La chiffre indéchiffrable), attribuito al francese Blaise de Vigenère (1523 – 1596). Tuttavia egli non pubblicò mai la sua scoperta, risalente probabilmente al 1854, che gli fu attribuita solo nel XX secolo in base all'esame dei suoi appunti.
Babbage inventò anche il "pilota", la struttura metallica attaccata sulla parte anteriore delle locomotive che spazza gli ostacoli dalla ferrovia.
La fervida mente dell'inventore ideò anche la tariffazione postale unica.
Prima di Babbage infatti, il mittente pagava una tariffa variabile in base alla distanza dal destinatario, cosa che richiedeva calcoli a volte anche complessi da parte dell'impiegato delle poste. Babbage propose di utilizzare una tariffa unica, che avrebbe diminuito il carico di lavoro e i possibili errori degli impiegati, e in più avrebbe permesso allo stato di guadagnare sulle tratte più brevi.
Provò solo una volta a entrare nella vita pubblica quando, nel 1832, si candidò senza successo nel collegio londinese di Finsbury.
Nella sua opera On the Economy of Machinery and Manufactures (Sulla economia delle macchine e delle manifatture, 1832), Babbage analizza il cambiamento tecnologico basato sull'introduzione delle macchine, stabilendo una connessione diretta tra processo di approfondimento della divisione del lavoro e processo di meccanizzazione. Babbage muove dalla considerazione che la divisione del lavoro, essendo basata sulla scomposizione di un'attività lavorativa complessa in operazioni semplici, consente di utilizzare lavoratori meno qualificati e quindi di contenere i costi di produzione (cosiddetto "primo principio di Babbage"). Questo, tuttavia, è solo il primo stadio. La divisione del lavoro favorisce successivamente l'invenzione di macchinari in grado di compiere le operazioni semplici, sostituendo gradualmente i lavoratori meno qualificati con macchine. Ne segue che gli uomini possono via via essere dedicati solo alle attività più nobili e complesse di organizzazione del processo produttivo ("secondo principio di Babbage").
La macchina analitica, nella cui costruzione era impegnato dal 1834, venne presentata per la prima volta al Secondo Congresso degli Scienziati Italiani, svoltosi a Torino nel settembre del 1840. I suoi legami con il Regno di Sardegna rimasero stretti. Nel 1864 dedicò la sua  autobiografia. a Vittorio Emanuele II, ormai Re d'Italia. Al volume sono allegati sia il testo originale di Luigi Menabrea in cui, per la prima volta, vengono trattati i problemi legati alla programmazione della macchina analitica, sia la sua più nota e ampliata traduzione inglese, fatta da Ada Lovelace.
Il 10 gennaio 1841 divenne socio dell'Accademia delle scienze di Torino.
Parti dei meccanismi incompleti di Babbage sono in mostra al Museo della scienza di Londra. Nel 1991, lavorando a partire dai suoi progetti originali, fu completata una macchina differenziale perfettamente funzionante, assemblata seguendo gli standard disponibili nel XIX secolo, ad indicare che la macchina di Babbage avrebbe potuto funzionare.

## Opere
- (EN) Observations on the analogy which subsists between the calculus of functions and other branches of analysis, London, William & C Bulmer, 1817.
- (EN) Examination of some questions connected with games of chance, Edinburgh, P Neill, 1820.
- (EN) Observations on the notation employed in the calculus of functions, Cambridge, J Smith, 1820.
- (EN) Letter to sir Humphry Davy on the application of machinery to the purpose of calculating and printing mathematical tables, London, J Booth, Robert Baldwin, Charles Cradock, W Joy, Richard Taylor, Arthur Taylor, 1822.
- (EN) On the application of analysis to the discovery of local theorems and porisms, Edinburgh, P Neill, 1822.
- (EN) Account of the repetition of M. Arago's experiments on the magnetism manifested by various substances during the act of rotation, London, William Nicol, 1825.
- (EN)  Charles Babbage, A comparative view of the various institutions for the assurance of lives, London, J. Mawman & J. Booth, 1826.
- (EN) Abstract of a paper entitled Observations on the Temple of Serapis at Pozzuoli, London, Taylor, Richard, 1834.
- (EN) On the economy of machinery and manufactures, London, Knight, Charles, 1835.
- (EN) The Ninth Bridgewater Treatise, a Fragment., 1837.
- (EN) Laws of mechanical notation, S.l., sn, 1851.
- (EN) Passages from the life of a philosopher, London, Longman ; Green ; Roberts, 1864.

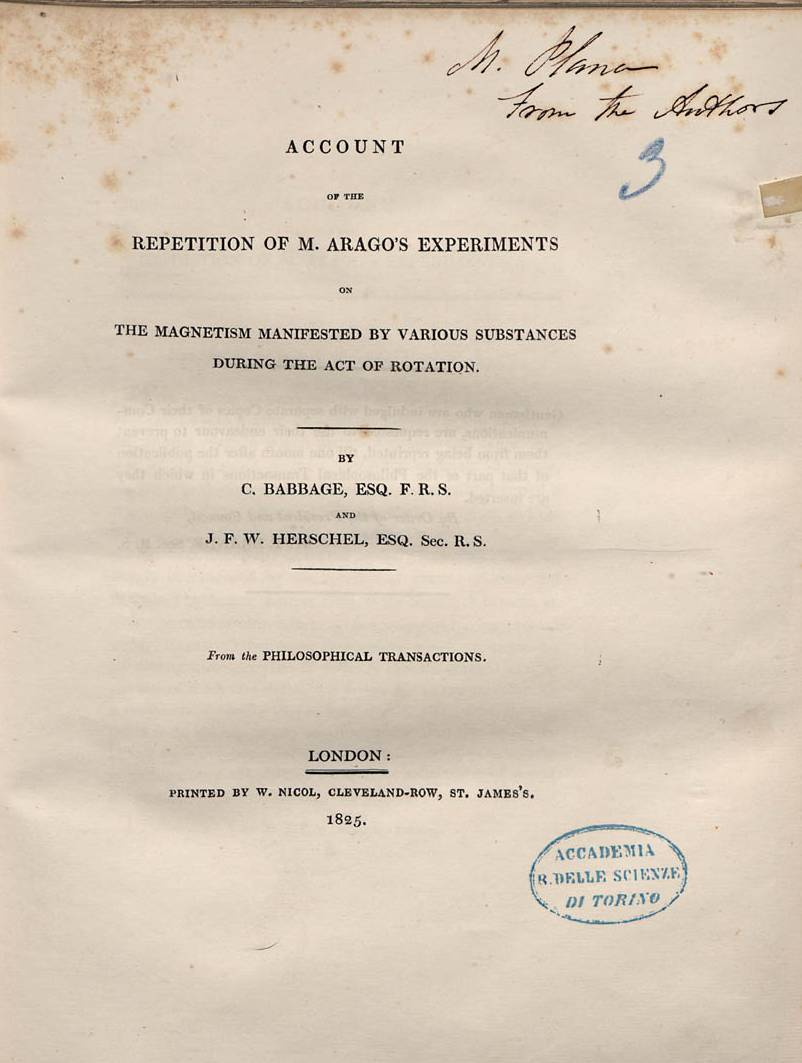
Account of the repetition of M. Arago's experiments on the magnetism manifested by various substances during the act of rotation, 1825
A comparative view, 1826
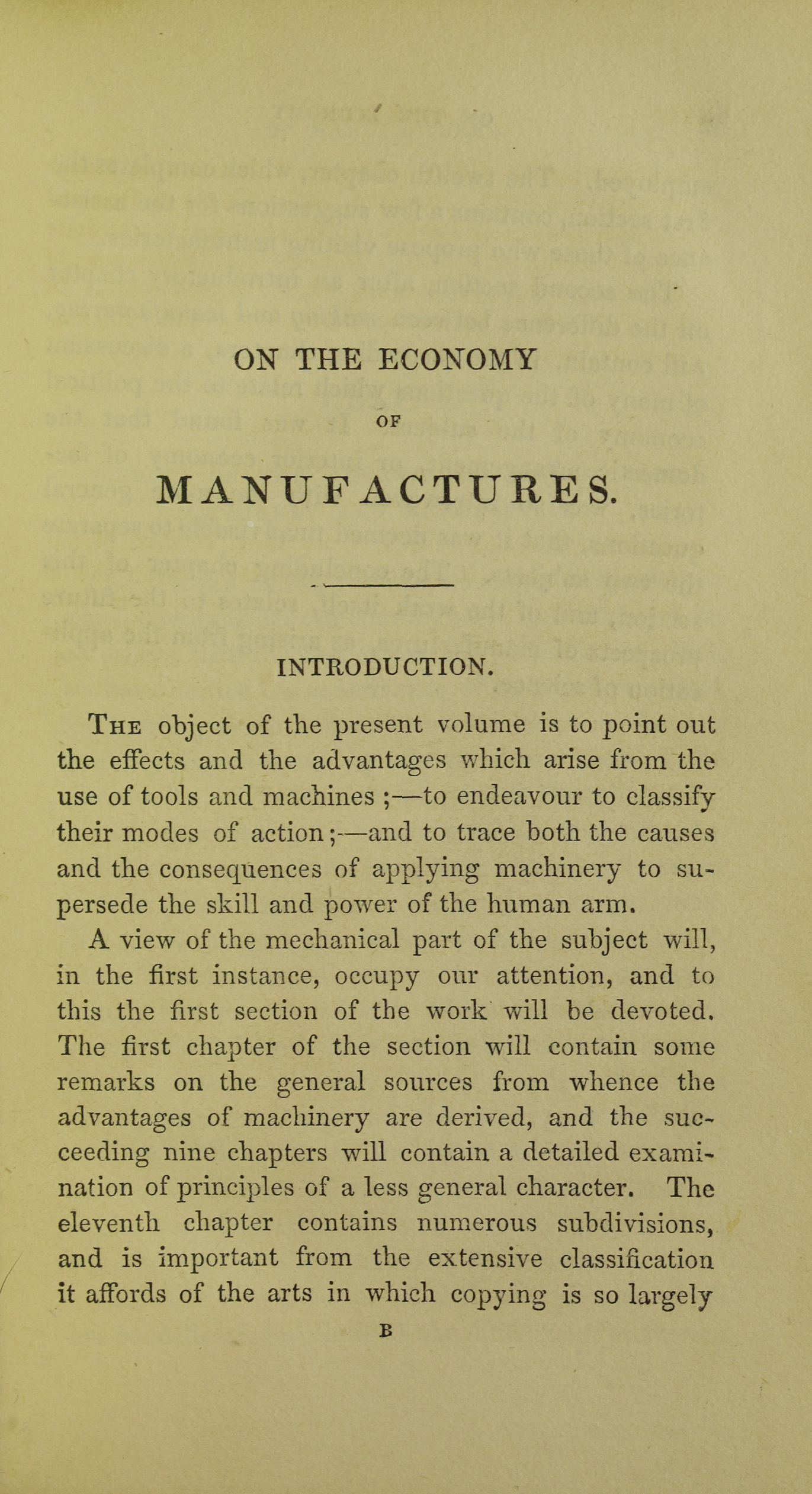
On the economy of machinery and manufactures, 1835

## Influenze nella cultura di massa
Le macchine di Babbage, antenate dei moderni computer, assieme alla figura stessa di questo illustre scienziato dell'età vittoriana sono risultate suggestive anche per gli scrittori di fantascienza. 
- La macchina della realtà (The Difference Engine), romanzo scritto a quattro mani da William Gibson e Bruce Sterling, è una ucronia in cui i temi e i principi ispiratori delle storie cyberpunk degli autori sono applicati a un'età vittoriana alternativa, nella quale la macchina analitica di Babbage è stata effettivamente costruita, anticipando di un secolo e mezzo la rivoluzione informatica degli anni ottanta. Questo romanzo è considerato uno dei più rappresentativi dello steampunk, sottogenere della narrativa fantastica frequentemente ambientato nell'epoca vittoriana.
- Altro esempio è il romanzo Tunnel negli abissi (Tunnel Through the Deeps, 1972, pubblicato in origine come A Transatlantic Tunnel, Hurrah!), di Harry Harrison, ambientato anch'esso in una realtà vittoriana alternativa, in un capitolo del quale si assiste all'avvento del calcolatore elettronico, ancora sperimentale e perciò considerato meno affidabile della macchina di Babbage tradizionale.
- Nel romanzo di Michael Flynn La grande congiura (In the Country of the Blind, 1990)[10] vengono menzionate le macchina de Babbage dove un'organizzazione segreta nel XVIII secolo era riuscita a produrre delle macchine perfettamente funzionanti, che venivano usate per eseguire calcoli statistici complessi in modo da operare delle modifiche sulla storia futura a loro vantaggio. La protagonista ai tempi odierni ritrova in un edificio tali macchine di Babbage.
- Nel 2020 Charles Babbage e Ada Lovelace, compaiono nella seconda parte dell'episodio Skyfall della nuova serie britannica di fantascienza del Doctor Who, dove vengono interpretati rispettivamente dagli attori Mark Dexter e Sylvie Briggs.